# Булычевы
Булыче́вы (Булычовы) — русский дворянский род.
Герасим Ильич Булычев написан по московскому списку «во дворянех» и на поместья пожалован от великих государей царей и великих князей Иоанна Алексеевича и Петра Алексеевича в 1687 году грамотою. Род Булычевых внесён в 6 часть Дворянской родословной книги Смоленской губернии.

## Известные представители
- Булычев Воин — дьяк, воевода в Олонце в 1669—1672 г.
- Булычевы: Яков и Воин Петровичи — московские дворяне в 1677 г.
- Булычев Фёдор Ильич — московский дворянин в 1692 г.
- Булычев Иван Акинфеевич — стряпчий в 1692 г., стольник в 1694 г.
- Булычев Иван — стольник, воевода в Касимове в 1698 г[2][3].
- Булычов, Николай Иванович (1852 — ок. 1919) — российский государственный деятель, член Государственного совета, Гофмейстер Двора Его Императорского Величества.

## Описание герба
В щите, разделённом диагонально к верхнему левому углу в голубом поле изображена выходящая из облаков рука с саблей. В золотом поле находится крепость красного цвета.
Щит увенчан дворянским шлемом и дворянской короной, на поверхности которой означена согбенная в латах рука с саблей. Намёт на щите голубой, подложен золотом. Щит держат два льва с обращёнными в сторону головами. Герб рода Булычовых внесён в часть 9 Общего гербовника дворянских родов Всероссийской империи, стр. 114.